# Fusagasugá
Fusagasugá – miasto w Kolumbii, w departamencie Cundinamarca.